# Wolfgang Kaschuba

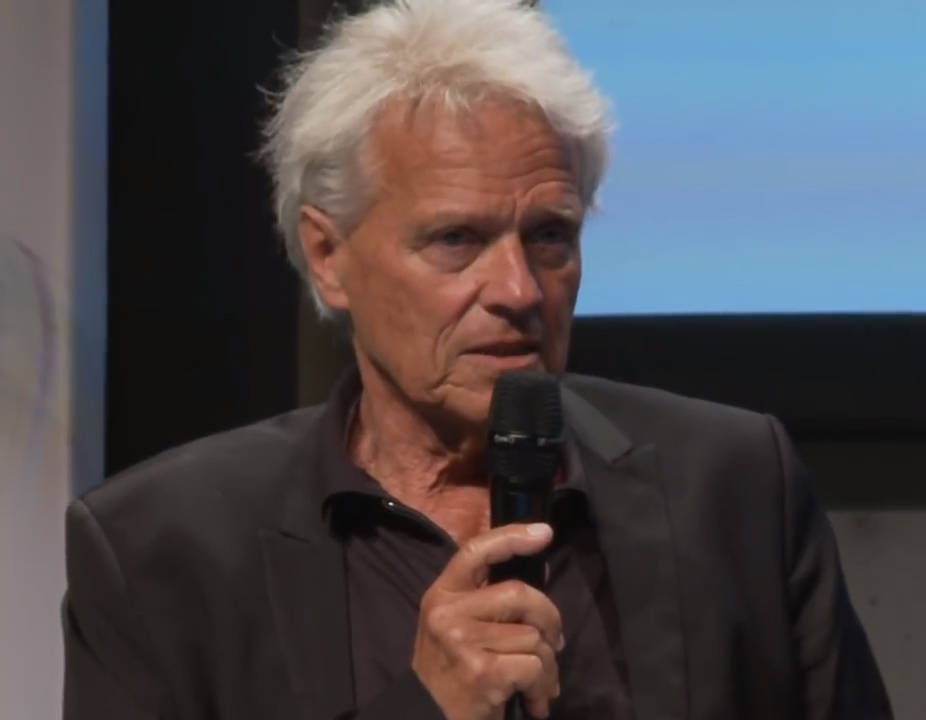
Wolfgang Kaschuba (2018)

Wolfgang Kaschuba (* 1. Januar 1950 in Göppingen) ist ein deutscher Kultur- und Sozialwissenschaftler.

## Werdegang
Kaschuba wuchs als Kind sudetendeutscher Eltern in Göppingen auf. Nach dem Abitur 1968 begann Kaschuba ein Studium an der Universität Tübingen. Zunächst studierte er Politikwissenschaft und Anglistik, später wechselte er zu Empirischer Kulturwissenschaft und Philosophie. Im Jahr 1982 wurde Kaschuba promoviert. 1987 habilitierte er sich im Fach Empirische Kulturwissenschaft/Volkskunde an der Universität Tübingen. Seit 1992 ist er Professor für Europäische Ethnologie an der Humboldt-Universität zu Berlin. Von 2015 bis 2018 war er Direktor des Berliner Instituts für empirische Integrations- und Migrationsforschung (BIM), dessen Abteilung "Integration, soziale Netzwerke und kulturelle Lebensstile" er weiterhin leitet. Unter Kaschubas ehemaligen Doktoranden sind Alina Gromova und Reetta Toivanen.
Kaschuba ist Herausgeber der Reihen Berliner Ethnographische Studien und Zeithorizonte im LIT Verlag Münster.
Seit 2014 ist er Vorstandsmitglied der Deutschen UNESCO-Kommission, wo er den Fachausschuss Kultur leitet. Er ist Mitglied des Rates für Migration und Mitglied des BerlinForums der Stiftung Zukunft Berlin.

## Publikationen
- Die Überwindung der Distanz. Zeit und Raum in der europäischen Moderne (= Europäische Geschichte), Fischer, Frankfurt/M. 2004.
- Einführung in die Europäische Ethnologie. München 1999, 2. Aufl. 2003, 3. Aufl. 2006, 4. Aufl. 2012.
- Hrsg. gemeinsam mit Beate Binder und Peter Niedermüller: Inszenierung des Nationalen. Geschichte, Kultur und die Politik der Identitäten am Ende des 20. Jahrhunderts (= Alltag & Kultur, Band 7), Köln 2001.
- Hrsg. gemeinsam mit Kaspar Maase: Schund und Schönheit. Populäre Kultur um 1900 (= Alltag & Kultur, Band 8), Köln 2001.
- Hrsg. gemeinsam mit Klaus Steinitz: Wolfgang Steinitz. Ich hatte unwahrscheinliches Glück. Ein Leben zwischen Wissenschaft und Politik. Karl Dietz, Berlin 2006, ISBN 3-320-02905-3.
- Lebenswelt und Kultur der unterbürgerlichen Schichten im 19. und 20. Jahrhundert (= Enzyklopädie deutscher Geschichte, Bd. 5) OLdenbourg, München 1990, ISBN 3-486-55441-7.